# 香川短期大学
香川短期大学（かがわたんきだいがく、英語: Kagawa Junior College）は、香川県綾歌郡宇多津町浜一番丁10番地に本部を置く日本の私立大学。1967年創立、1967年大学設置。大学の略称は香短。

## 概観

### 大学全体
- 香川県綾歌郡宇多津町に所在する日本の私立短期大学で、設置主体は学校法人尽誠学園[3]。1967年に開学し[注 2]、現在4学科からなる[注 3]

### 建学の精神（校訓・理念・学是）
- 香川短期大学における建学の精神は「愛」「敬」「誠」となっている。[6]

### 教育および研究
- 香川短期大学における教育
  - イギリスやアメリカや中国などでの海外研修がある。
  - 生活文化学科 生活文化専攻：「食と生活ユニット群」と「医療事務ユニット群」および「図書館司書ユニット群」がある。
  - 生活文化学科 食物栄養専攻：食品管理コースと食品栄養コースがある。
  - 生活文化学科 介護福祉専攻：介護福祉士国家試験受験資格、社会福祉主事任用資格、アクティビティ・ワーカー、健康管理士一般指導員に加えて、2017年度より、フードコーディネーターと介護事務管理士の資格が取得できる。
  - 子ども学科第I部・子ども学科第Ⅲ部：1975年12月から、学生全員で「こども劇場」を公演している。
  - 経営情報科：情報ビジネスコースとデザイン・アートコースがある。2017年度から、観光ビジネス実務士の資格が取得できる。

### 学風および特色
- 香川短期大学は、2005年度・2012年度・2019年度に短期大学基準協会の第三者評価より適格認定を受けている。
- 2000年から2020年まで20年連続、就職率が100%を達成している。[7]これは、全国一の実績を誇っている。
- 全国の短大でも少数の第三部課程がある。

## 沿革
- 1967年
  - 3月25日 左記を以て文部省[注 4]より短期大学の設置が認可される[8]。
  - 4月1日 香川短期大学が以下の学科体制にて開学[注 5]。
    - 家政科 入学定員100名[注 6]

  - 5月1日 学生数[12]/定員
    - 家政科 62[注釈 1]/100
- 1968年
  - 4月1日 家政学科を以下の通り専攻分離する[注 7]。
    - 家政専攻[注釈 2]
    - 食物栄養専攻[注釈 2]

  - 5月1日 学生数[16]/定員
    - 家政科 129[注釈 1]/200
- 1970年
  - 4月1日 以下の学科を増設する[17]。
    - 幼児教育学科 入学定員50名[注 8]

  - 5月1日 学生数[19]/定員
    - 家政学科 135[注 9]/200
    - 幼児教育学科 33[注釈 1]/50
- 1971年
  - 5月1日 学生数[20]/定員
    - 家政学科 124[注 10]/200
    - 幼児教育学科 67[注釈 1]/100
- 1972年
  - 4月1日 家政学科にデザインコースを設置する。
- 1974年
  - 4月1日 以下の学科を増設する[21]。
    - 幼児教育学科第三部 入学定員40名[注 11]
- 1975年
  - 5月1日 学生数[23]/定員
    - 家政学科 148[注釈 3]/200
    - 幼児教育学科[注釈 4]225[注釈 1]/180
- 1976年
  - 5月1日 学生数[24]/定員
    - 家政学科 191[注釈 3]/200
    - 幼児教育学科[注釈 4]274[注釈 1]/220
- 1985年
  - 5月1日 学生数[25]/定員
    - 家政学科 236[注 12]/200
    - 幼児教育学科[注釈 4]112[注釈 1]/220
- 1986年
  - 5月1日 学生数[26]/定員
    - 家政学科 316[注 13]/200
    - 幼児教育学科[注釈 4]190[注釈 1]/220
- 1987年
  - 4月1日 以下の学科を増設する[注 14]。
    - 経営情報科 入学定員100名[注 15]

  - 5月1日 学生数[34]/定員
    - 家政学科 280[注 16]/200
    - 幼児教育学科[注釈 4]183[注釈 1]/220
    - 経営情報科 92[注 17]/100
- 1988年
  - 4月1日 以下、学科及び専攻の改称あり[注 18]。
    - 家政学科→生活文化学科
      - 家政専攻→生活文化専攻

  - 5月1日 学生数[37]/定員
    - 生活文化学科 105[注 19]/100
    - 幼児教育学科[注釈 4]170[注釈 1]/220
    - 経営情報科 210[注 20]/200
- 1989年
  - 4月1日 開学して20年が経ちキャンパスを善通寺市上吉田町953から綾歌郡宇多津町浜一番丁10番地に移転する[38]。
- 1992年
  - 5月1日 学生数[注 21]/定員
    - 生活文化学科 325[注釈 3]/200
    - 幼児教育学科[注釈 4] 321[注釈 1]/220
    - 経営情報科 347[注 22]/200
- 1997年
  - 4月1日 幼児教育学科にはじめて男子学生が入学。
  - 5月1日 学生数[41]/定員
    - 生活文化学科 255[注 23]/220
    - 幼児教育学科 
      - 第一部 290[注釈 5]/100
      - 第三部 145[注釈 5]/120

    - 経営情報科 242[注 24]/200
- 1999年
  - 5月1日 学生数[42]/定員
    - 生活文化学科 269[注 25]/220
    - 幼児教育学科 
      - 第一部 142[注釈 6]/100
      - 第三部 125[注釈 6]/120

    - 経営情報科 152[注 26]/200
- 2001年
  - 4月1日 生活文化学科に以下の専攻課程を増設する[注 27]。
    - 生活介護福祉専攻 入学定員40名[注 28]
- 2002年
  - 4月1日
  - 経営情報科にビジネス情報コースと産業デザインコースを設置する。
- 2003年
  - 4月1日 専攻科の設置が認められ、以下の課程を設ける[注 29]。
    - 福祉専攻 入学定員30名

。
- 2008年
  - 4月1日
    - 学科名の改称あり[注 31]。
      - 幼児教育学科→子ども学科

    - 入学定員の増減あり
      - 生活文化学科生活文化専攻 50→40
      - 子ども学科第一部 50→60
- 2017年
  - 4月1日 以下の学科については、この年度で学生募集を最終とする[注 32]。
    - 生活文化学科生活文化専攻[注 33]
- 2020年
  - 4月1日 以下の学科については、この年度で学生募集を最終とする[注 34]。
    - 生活文化学科生活介護福祉専攻[注 35]
- 2022年
  - 4月1日 経営情報科の入学定員を60→70に増員[55]。

## 基礎データ

### 所在地
- 香川県綾歌郡宇多津町浜一番丁10番地

### 交通アクセス
- JR予讃線・本四備讃線宇多津駅下車[56]

### 象徴
- 香川短期大学のカレッジマークは地元の名産であるオリーブをイメージしている[注 36]

## 教育および研究

### 組織

#### 学科
- 生活文化学科
  - 生活文化専攻 入学定員40名[注 37]
  - 食物栄養専攻 入学定員50名[3]
  - 生活介護福祉専攻 入学定員40名[注 38]
- 子ども学科
  - 第一部 入学定員60名[3]
  - 第三部 入学定員40名[3]
- 経営情報科 入学定員70名[3]

#### 別科
- なし

#### 専攻科
- 福祉専攻 入学定員30名[注 39]

##### 取得資格について
資格
- 司書
  - 経営情報科情報ビジネスコース
- 保育士
  - 子ども学科第I部
  - 子ども学科第Ⅲ部
- 栄養士：生活文化学科食物栄養専攻
- 介護福祉士：生活文化学科生活介護福祉専攻

教職課程
- 幼稚園教諭二種免許状
  - 子ども学科第I部
  - 子ども学科第Ⅲ部
- かつて中学校教諭二種免許状（家庭）が生活文化学科生活文化専攻にて設置されていた[注 40]。

#### 附属機関
- 附属図書館
- 情報教育研究センター
- 地域交流センター

### 教育
- 文部科学省「平成28年度私立大学等改革総合支援事業」
  - タイプ1「教育の質的転換」
  - タイプ2「地域発展」
- 文部科学省「平成28年度私立大学等教育研究活性化設備整備事業」 タイプ2

### 研究
- 『香川短期大学紀要』[67]

## 大学関係者と組織

### 大学関係者組織
- 香川短期大学の同窓会組織は「オリーブ会」と呼ばれている。

## 施設

### キャンパス
- コンピューター実習室
- 茶道実習室
- 器楽練習室・器楽指導室
- 遊戯室
- 給食実習室
- 介護実習室
- 入浴実習室
- 医務室
- カウンセリングルーム
- 学生ラウンジ
- 学生駐車場

## 対外関係

### 他大学との協定
- 鳥取短期大学
- 帯広大谷短期大学

#### アメリカ
- ウインド・ワード・コミュニティーカレッジ（英語版）

#### イギリス
- ノーサンブリア大学

#### 中国
- 江南大学

### 系列校
- 香川看護専門学校
- 尽誠学園高等学校
- 香川誠陵中学校・高等学校

## 社会との関わり
- 本短大学生の考案による「いにしえ恋しるこ」が発売される旨の記事が四国新聞社に掲載された。
- カルチャー講座や「こども劇場」なるイベントを主催している。
- 地元、宇多津町におけるクリーンキャンペーンに参加している。

## 卒業後の進路について
- 経営情報科：事務職が最も多い傾向にある。

### 編入学・進学実績
- 生活文化学科
  - 生活文化専攻：吉備国際大学・四国大学ほか
  - 食物栄養専攻：大阪国際大学・岡山学院大学・川崎医療福祉大学・くらしき作陽大学・中国学園大学ほか
  - 生活介護福祉専攻：四国学院大学ほか
- こども学科第Ⅰ部：大阪産業大学・徳島文理大学ほか
- こども学科第Ⅲ部 :
- 経営情報科:香川大学・京都工芸繊維大学・多摩美術大学・松山大学・大阪国際大学・四国学院大学ほか

## 附属学校
- 香川短期大学附属幼稚園